# SP-322
A SP-322 é uma rodovia radial do estado de São Paulo, administrada pelo Departamento de Estradas de Rodagem do Estado de São Paulo (DER-SP) e pelas concessionárias Entrevias e Tebe.

## Denominações
Recebe as seguintes denominações em seu trajeto:
Nome:	Antônio Duarte Nogueira, Prefeito, Rodovia
- De - até:	SP-255 (do Km 310,39 ao Km 325,91 - início da Rodovia Attílio Balbo)
- Legislação:	LEI 10.967 DE 04/12/2001

Nome:	Attílio Balbo, Rodovia
- De - até:	Ribeirão Preto - Sertãozinho
- Legislação:	LEI 2.121 DE 28/09/79

Nome:	Armando Salles de Oliveira, Rodovia
- De - até:	Sertãozinho - Paulo de Faria
- Legislação:	LEI 6.779 DE 03/04/62

Nome:	Waldemar Lopes Ferraz, Rodovia
- De - até:	Paulo de Faria - Riolândia - Cardoso
- Legislação:	LEI 3.475 DE 02/09/82

## Descrição
Principais pontos de passagem: SP 330 (Ribeirão Preto) - Sertãozinho - Bebedouro - SP 461 (Cardoso)

## Características

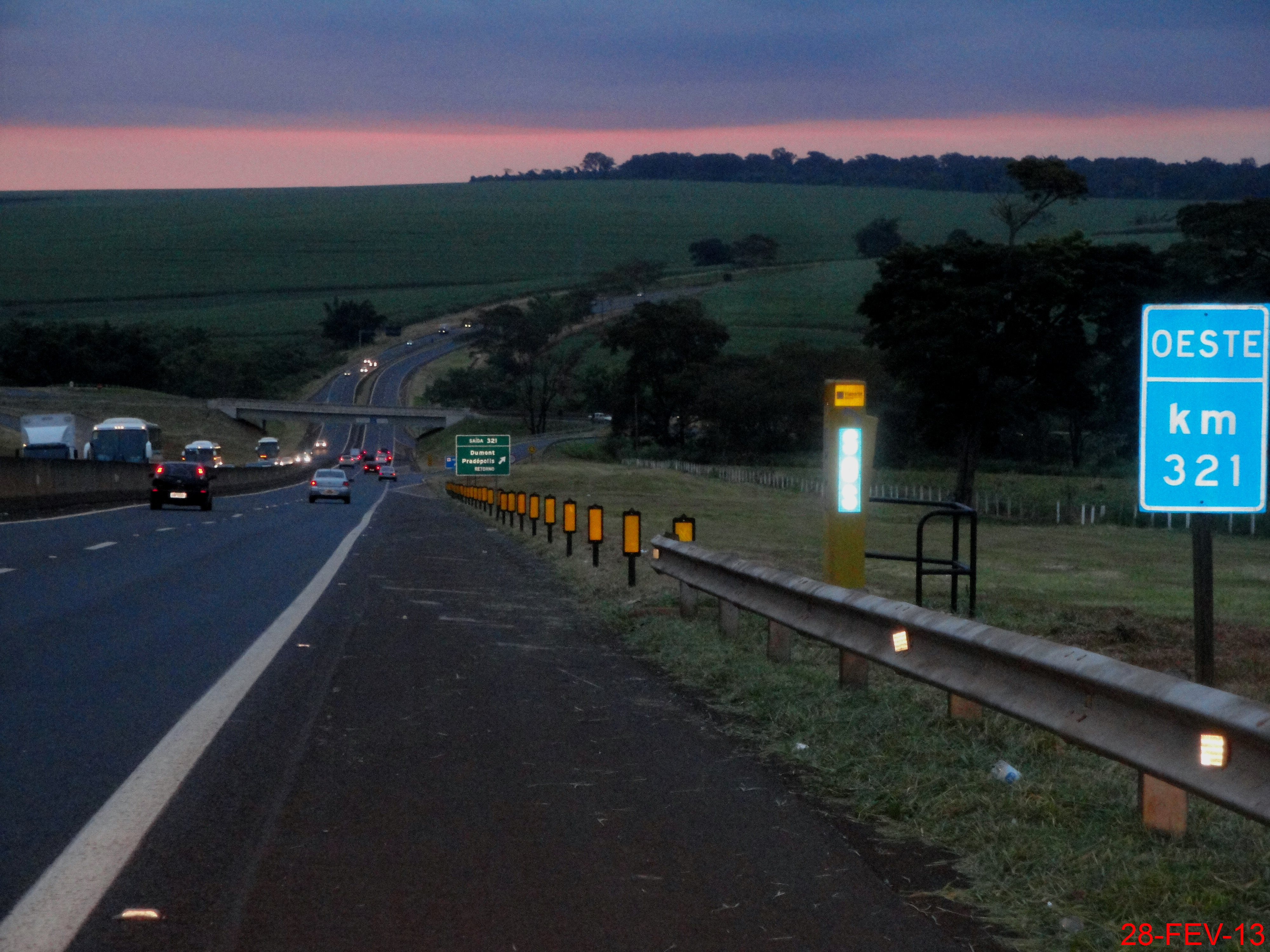
Trecho da SP-322 em Ribeirão Preto.

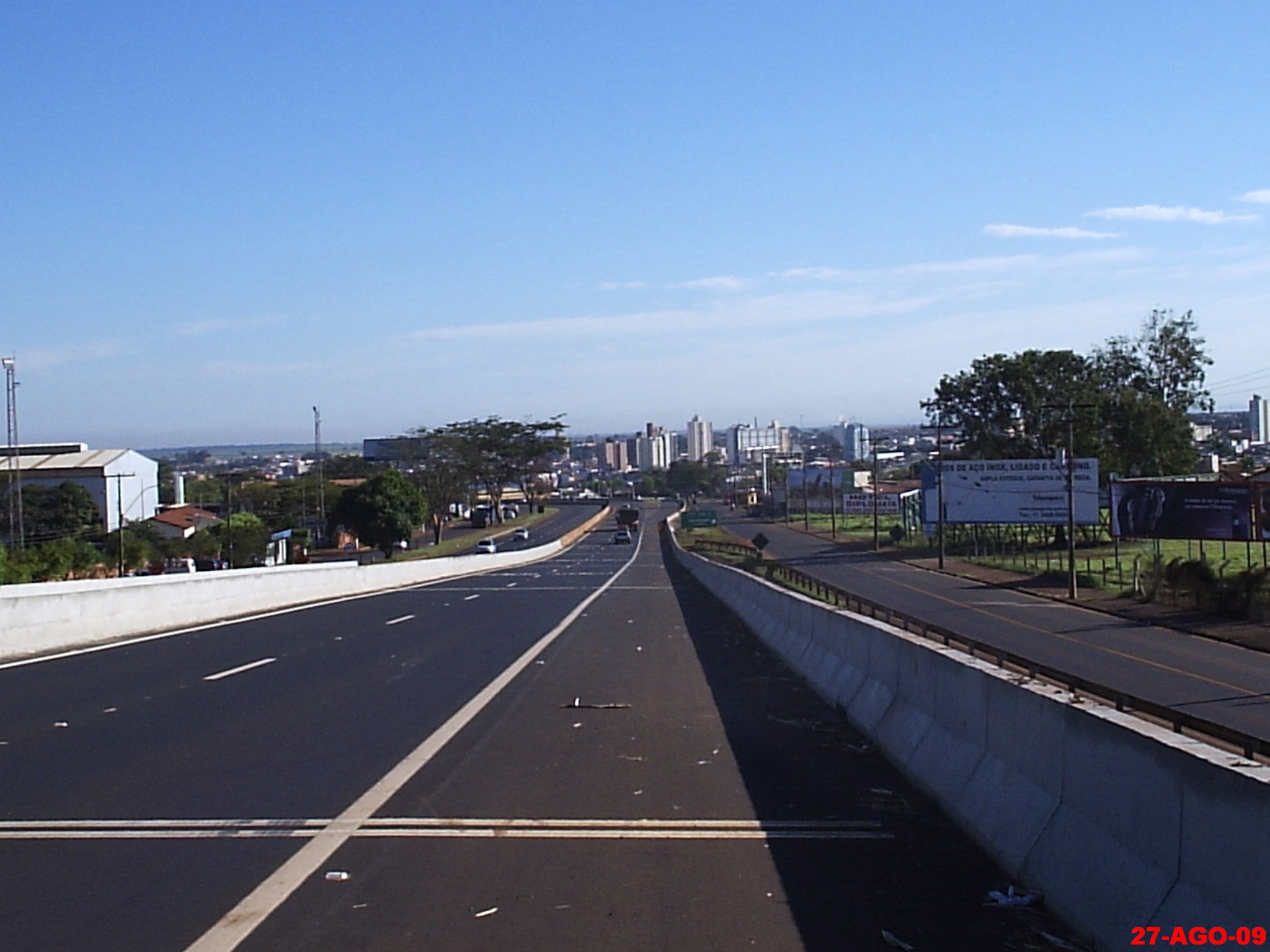
Trecho da SP-322 em Sertãozinho.

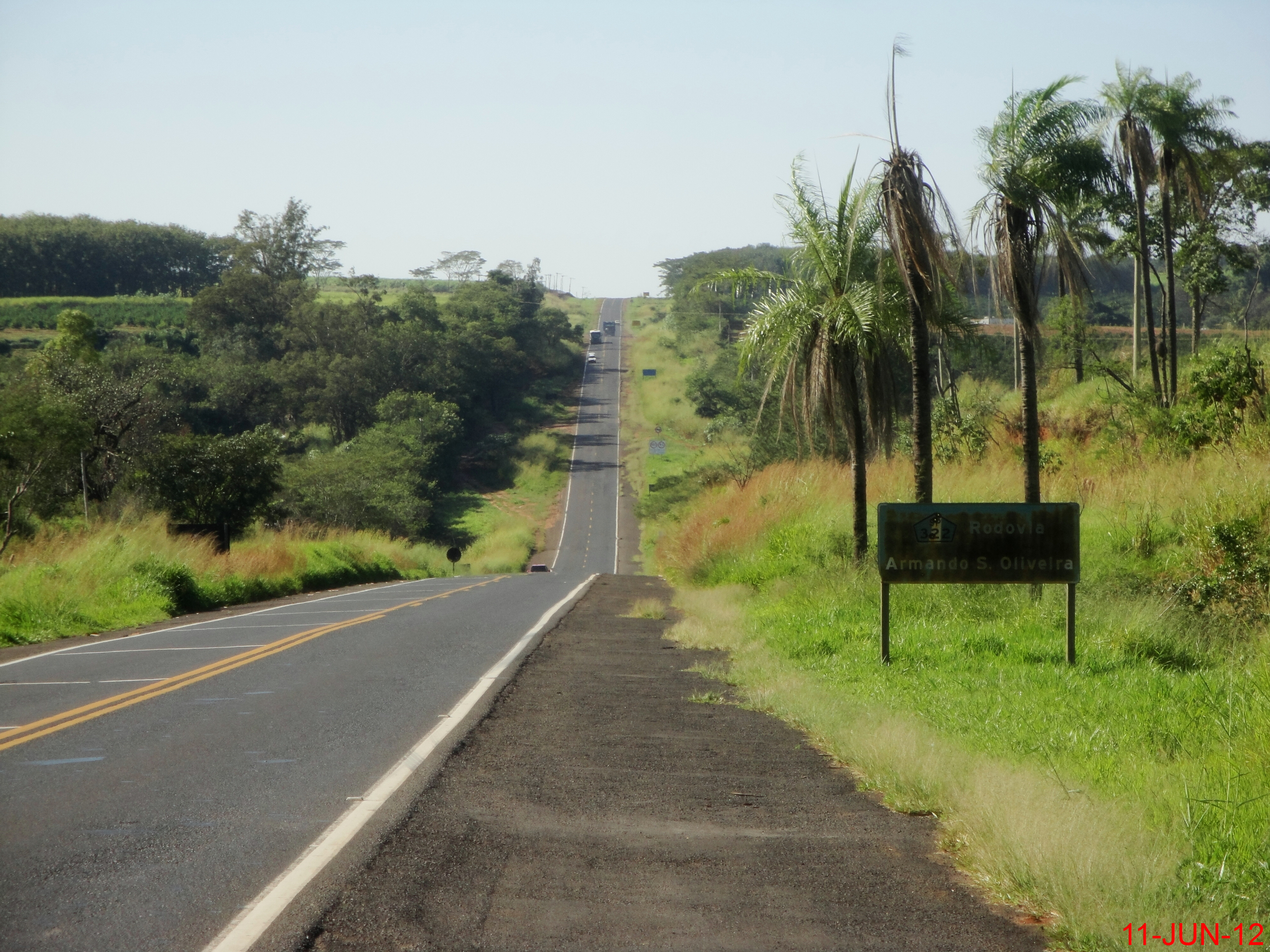
Trecho da SP-322 em Monte Azul Paulista.

### Extensão
- Km Inicial: 307,590
- Km Final: 603,000

### Localidades atendidas
- Ribeirão Preto
- Sertãozinho
- Pontal
- Pitangueiras
- Ibitiúva
- Bebedouro
- Monte Azul Paulista
- Marcondésia
- Monte Verde Paulista
- Cajobi
- Severínia
- Olímpia
- Guaraci
- Altair
- Icém
- Orindiúva
- Paulo de Faria
- Riolândia
- Cardoso